# Marathon van Zürich 2013
De Marathon van Zürich 2013 werd gehouden op zondag 7 april 2013. Het was de elfde editie van deze marathon. Naast de marathon kende het evenement een wedstrijd over 10 km. 
De marathon werd bij de mannen gewonnen door Eritrees Tadesse Abraham. Met een tijd van 2:07.44 won hij dit evenement voor de tweede keer. Bij de vrouwen won de Lisa Stublic uit Kroatië met een ruime voorsprong. Zowel de mannen en de vrouwen verbeterden het parcoursrecord.

## Marathon
Mannen
| rang | naam                 | land | tijd    |
| ---- | -------------------- | ---- | ------- |
| 1    | Tadesse Abraham      | ERI  | 2:07.44 |
| 2    | Edwin Kiprop Korir   | KEN  | 2:10.26 |
| 3    | Samson Mungai Kagia  | KEN  | 2:10.42 |
| 4    | Oleg Koelkov         | RUS  | 2:11.33 |
| 5    | Michael Ott          | SUI  | 2:16.53 |
| 6    | Peter Sitienei       | KEN  | 2:17.13 |
| 7    | Christian Kreienbuhl | SUI  | 2:17.47 |
| 8    | Mohamednur Hamid     | SUI  | 2:22.49 |
| 9    | Patrick Nispel       | SUI  | 2:22.57 |
| 10   | Oswald Revelian      | TAN  | 2:24.23 |

Vrouwen
| rang | naam                    | land | tijd    |
| ---- | ----------------------- | ---- | ------- |
| 1    | Lisa Stublic            | CRO  | 2:25.44 |
| 2    | Tetyana Holovchenko     | UKR  | 2:31.11 |
| 3    | Tigist Sheni Abdi       | ETH  | 2:32.34 |
| 4    | Esther Macharia Wanjiru | KEN  | 2:38.24 |
| 5    | Renate Wyss             | SUI  | 2:40.54 |
| 6    | Purity Kimetto          | KEN  | 2:42.40 |
| 7    | Lucia Mayer-Hoffman     | SUI  | 2:42.47 |
| 8    | Daniela Aeschenbacher   | SUI  | 2:48.32 |
| 9    | Franzi Inauen           | SUI  | 2:52.08 |
| 10   | Astrid Meuller          | SUI  | 2:53.55 |

## 10 km
Mannen
| rang | naam           | land | tijd  |
| ---- | -------------- | ---- | ----- |
| 1    | Fabian Zehnder | SUI  | 32.37 |
| 2    | Martin Bader   | SUI  | 33.04 |
| 3    | Andreas Kalin  | SUI  | 33.43 |

Vrouwen
| rang | naam          | land | tijd  |
| ---- | ------------- | ---- | ----- |
| 1    | Selina Ummel  | SUI  | 38.29 |
| 2    | Evelyn Meier  | SUI  | 39.05 |
| 3    | Seraina Glaus | SUI  | 40.09 |

2003 ·
2004 ·
2005 ·
2006 ·
2007 ·
2008 ·
2009 ·
2010 ·
2011 ·
2012 ·
2013 ·
2014 ·
2015 ·
2016 ·
2017